# KS Besa Kavajë
Klubi Sportiv Besa (stiftet 1925 som SK Adriatiku Kavajë) er en fodboldklub fra Kavajë, Albanien, som spiller sin hjemmekampe på Stadiumi Besa (med plads til 8.000 tilskuere). Klubben endte på 5. pladsen i den bedste række i 2005/06 sæsonen. Klubbens nuværende navn Besa (siden 1958) betyder bogstaveligtalt troskab/broderskab, som symboliseres med to sammenfoldede arme/hænder i klubbens nuværende og tidligere logoer. Klubbens tidligere navneændringer har været: KS Adriatiku Kavajë (1925-1930), SK Kavajë (1930-1935), KS Besa Kavajë (1936-1949), Kavajë (1950) og Puna Kavajë (1951-57).

## Klubbens turneringsresultater
Klubben stiftede først bekendtskab med den bedste albanske række (1. division) i 1933. Klubbens bedste resultat i det albanske mesterskab er to sølvmedaljer i henholdsvis 1945b og 1958, mens de har endt på tredjepladsen i sæsonerne 1936, 1937, 1946a, 1962/63, 1963/64, 1966/67, 1972/73, 1973/74, 1978/79 og 1992/93. De har til gengæld vundet den albanske 2. division tre gange (i sæsonerne 1932, 1978 og 1986). Klubben har været pokalfinalister i hele fem omgange (1961, 1962/63, 1970/71, 1971/72, 1980/81 og 1991/92), uden dog at have sikret sig et pokalmesterskab.
Klubbens hidtil eneste europæiske deltagelse ligger tilbage i sæsonen 1972/73, hvor de kvalificerede sig til UEFAs CupWinners' Cup som tabende pokalfinalist (1. kamp endte 2-0, 2. kamp endte 0-2 og 5-3 efter straffesparkskonkurrence). Da Vllaznia Shkodër samme år (1971/72 sæsonen) vandt det albanske mesterskab, og derfor valgte at deltage i UEFA's mesterholdsturnering, overtog KS Besa klubbens plads i Europacupppen for pokalvindere. Her blev klubben i 1. runde meget passende parret med danske Boldklubben Fremad Amager, som også havde kvalificeret sig på samme måde og i øvrigt heller ikke spillet i nogen europæiske turneringer før eller siden denne turnering. Klubben røg ud i 2. runde ved at tabe (samlet 8-2) mod de skotske pokalfinalister fra Hibernian Football Club.